# Ilie Todorov
Ilie Todorov (n. 27 ianuarie 1936, Larga Nouă, Regatul României – d. 13 ianuarie 2005, Chișinău, Republica Moldova) a fost un regizor și actor de teatru și film din Republica Moldova.

## Filmografie
- Se caută un paznic (1967) - Scaraoțchi
- Singur în fața dragostei (1969) - învățător,
- Viscolul roșu (1971) - ofițer francez,
- Dimitrie Cantemir (1973) - boier în Divanul domnesc,
- Durata zilei (1974)
- Agentul serviciului secret (1978) - Slașciov.